# Luigi Del Pietro
Luigi Del Pietro (Calpiogna, 1º luglio 1906 – Lugano, 29 agosto 1977) è stato un presbitero svizzero-italiano.

## Biografia
Era figlio di Agata d'Alessandri e di Atanasio Del Pietro, quest'ultimo terzogenito di otto figli, originario di Calpiogna, deputato al Gran Consiglio ticinese tra i cristiano-sociali.
Fu avviato alla carriera ecclesiastica. Frequentò a partire dal 3 novembre 1916 i primi tre anni ginnasiali nel seminario minore di Pollegio, diretto dal 1909 al 1923 dal prozio materno don Paolo D'Alessandri. Il 16 agosto 1920 passò al seminario maggiore di Lugano per gli ultimi due anni di ginnasio e per i tre anni di liceo. Fu molto influenzato dalla personalità di un altro prozio materno, don Luigi D'Alessandri, parroco del villaggio dal 1904 al 1932, vicario foraneo, fondatore nel 1917 del ricovero ospedale Santa Croce di Faido: dallo zio Del Pietro trascorse a Chironico le vacanze scolastiche.
Del Pietro venne ordinato sacerdote il 7 ottobre 1928 dal vescovo Aurelio Bacciarini: in giugno era già stato designato segretario cantonale dell'Organizzazione Cristiano Sociale Ticinese (OCST), che allora stava ristrutturando i suoi quadri. Proseguì gli studi, frequentando per due semestri, tra il 1928 e il 1929 i corsi di diritto di Josef Beck (1858-1943) e Joseph Piller all'università di Friburgo. Poté approfondire la propria conoscenza di economia politica, scienze delle finanze, storia delle dottrine politiche e sociologia leggendo i volumi conservati alla biblioteca universitaria: lesse in questo periodo Kaspar Decurtins (1855-1916), il cardinale Gaspard Mermillod (1824-1892) e il pensatore cattolico svizzero Gonzague de Reynold.
È però attraverso un periodo all'Hôtel des Corporations, dove risiedeva André Savoy, capo dell'Unione romanda delle Corporazioni, che Del Pietro approda compiutamente al mondo del sindacato: da Savoy eredita la linea di pensiero e il sistema organizzativo.
Nel 1929 Del Pietro soggiornò a Lovanio, dove entrò in contatto con gli eredi della cosiddetta "scuola di Liegi", con la Union de Malines, il cui segretario era il professor Maurice Defourny, che teneva allora un corso sull'organizzazione sindacale, e con il pensiero del professor P.G. Rutton, fondatore delle Unioni Professionali Cristiane e commentatore dell'enciclica Rerum Novarum.
Rientrato nel Canton Ticino, assunse la funzione di segretario cantonale dell'Organizzazione cristiano-sociale ticinese (OCST) dal settembre 1929 sino alla morte.
Negli anni trenta e quaranta sostenne il corporativismo di ispirazione cristiano-sociale (nell'alveo dell'enciclica Quadragesimo Anno di papa Pio XI) e nel secondo dopoguerra contribuì al rafforzamento della presenza dell'OCST nell'agone politico del cantone. Nel 1935 pubblicò La Corporazione: lineamenti di una riforma sociale ed economica.
Durante la seconda guerra mondiale contribuì alla creazione della Comunità sindacale, organo di collaborazione tra la OCST e la Camera del Lavoro. Nel 1944 contribuisce a che l'OCST venga riconosciuta dal Governo al fine di ottenere un sussidio (di dimensioni modeste).
Avversò il corporativismo fascista, in particolare attraverso una serie di editoriali scritti per Il lavoro, organo ufficiale dell'OCST, di cui nel 1933 era divenuto direttore. Si adoperò per la creazione dell'Azienda elettrica ticinese (1956-1958) e contribuì al dibattito sulla legge scolastica cantonale (1957-1958).
Fu consigliere personale del vescovo Angelo Jelmini, anche durante la partecipazione di questo al Concilio Vaticano II: in questo contesto fu membro della commissione per l'apostolato dei laici. Nel 1952 fu nominato cameriere segreto, prelato domestico di papa Giovanni XXIII nel 1959, protonotario apostolico soprannumerario nel 1976. Nel 1972 l'università Lateranense gli conferì il dottorato honoris causa in diritto del lavoro.

### Archivi
- Documenti (in parte inediti) presso l'Archivio dell'Organizzazione cristiano-sociale ticinese, Lugano.